# Orasema vianai
Orasema vianai är en stekelart som beskrevs av Gemignani 1937. Orasema vianai ingår i släktet Orasema och familjen Eucharitidae. Inga underarter finns listade i Catalogue of Life.